# Монетное дело

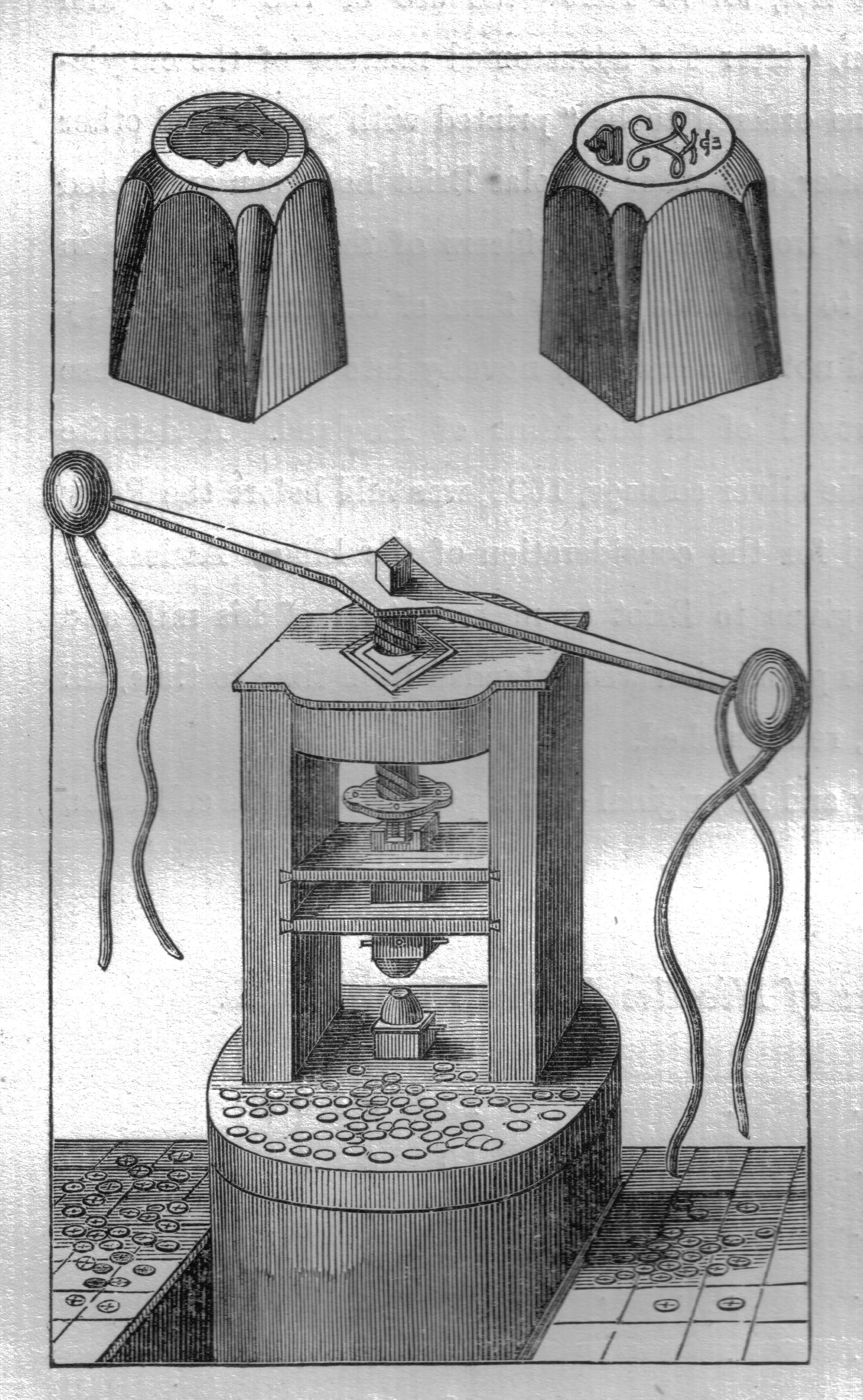
Винтовой пресс для ручной чеканки

Монетное дело — комплекс вопросов системы денежного обращения, основу которой составляет полноценная монета, обеспеченная стоимостью содержащегося в ней металла. Термин «монетное дело» выходит далеко за рамки производства самой монеты и включает в себя широкий круг проблем, начиная с обеспечения сырьём монетных дворов и заканчивая особенностями торговых отношений.

## Денежное обращение Европы и России до начала XVIII века
К концу XVII века в странах Западной Европы существовала достаточно унифицированная денежная система, основой которой был талер — крупная монета из высокопробного серебра весом 28 граммов. Чеканились также золотые дукаты весом около 3,5 граммов, в качестве разменных дополнительно использовались медные монеты с близким к номинальной стоимости содержанием металла.
Широкому распространению талерной системы Европа обязана открытию крупных залежей серебра в австрийском Тироле, бельгийско-нидерландском Брабанте, в Иоахимстале в чешской Богемии. От него происходит и западное название «талер», и его русский эквивалент «ефимок».
При производстве монет использовались два основных способа — тиснение готовых кружков на винтовых прессах или прокатка раскованных полос через валки со штемпелями (вальцверк) с последующей вырубкой монетных кружков.
В силу отсутствия собственных месторождений золота и серебра российское государство присвоило себе монопольное право на покупку ефимков, запретив их внутренний оборот. Ефимки переплавлялись на денежном дворе, после чего серебро протягивалось через волочильный ворот в проволоку определённого сечения. Проволоку нарезали кусочками, плющили и чеканили ручным способом. Национальная специфика эксплуатации монетной регалии состояла в том, что казна покупала ефимки по принудительному курсу 50 копеек, а после денежного передела из того же талера выходило уже 64 копейки (после указа 1698 года — 100 копеек).

## Монетное производство приПетре I
Производство монет имело циклический характер, в основе которого лежит понятие «денежный (монетный) передел» — полный производственный цикл, в начале которого минцмейстер получал от приходного казначея партию металла, а в конце сдавал расходному казначею партию полученных из неё монет. Оптимальной для передела была партия серебра весом в 120 пудов (около 2 тонн), соответствующая одной полной плавке. В процессе плавки минцпробирер производил ряд технологических проб, высчитывая необходимое количество медной лигатуры для приведения состава в узаконенную норму. Затем серебро разливалось в изложницы, устройство которых со временем изменялось — от горизонтальных противней до вертикальных разъёмных конструкций. Полученные листы подвергались машинному плащению и финишной вальцовке до толщины монетного кружка. Вальцованные листы поступали на обрезные станы, приводившиеся в действие силой воды или лошадиной тягой, где из них вырубались монетные кружки.
Полученные заготовки проходили весовой контроль, после чего годные отжигали, галтовали в барабане, отбеливали в слабом растворе кислоты, промывали и сушили. Излишне лёгкие кружки шли в переплавку, тяжёлые — в юстировку, при которой излишний металл удалялся различными способами.
Готовые монетные кружки гуртились на специальных станках, а затем передавались на последнюю операцию — тиснение или, как иногда говорили, «печатание». Тиснение производилось на винтовых прессах, приводившихся в действие вручную, посредством коромысла, на концах которого закреплялись две гири. Термином чеканка в начале XVIII века обозначали способ выделки мелких денег посредством удара молотом. Впоследствии, когда о проволочных деньгах стали забывать, «чеканкой» стали называть и тиснение монеты.

## Монетное производство в Европе и России во второй половине XIX века

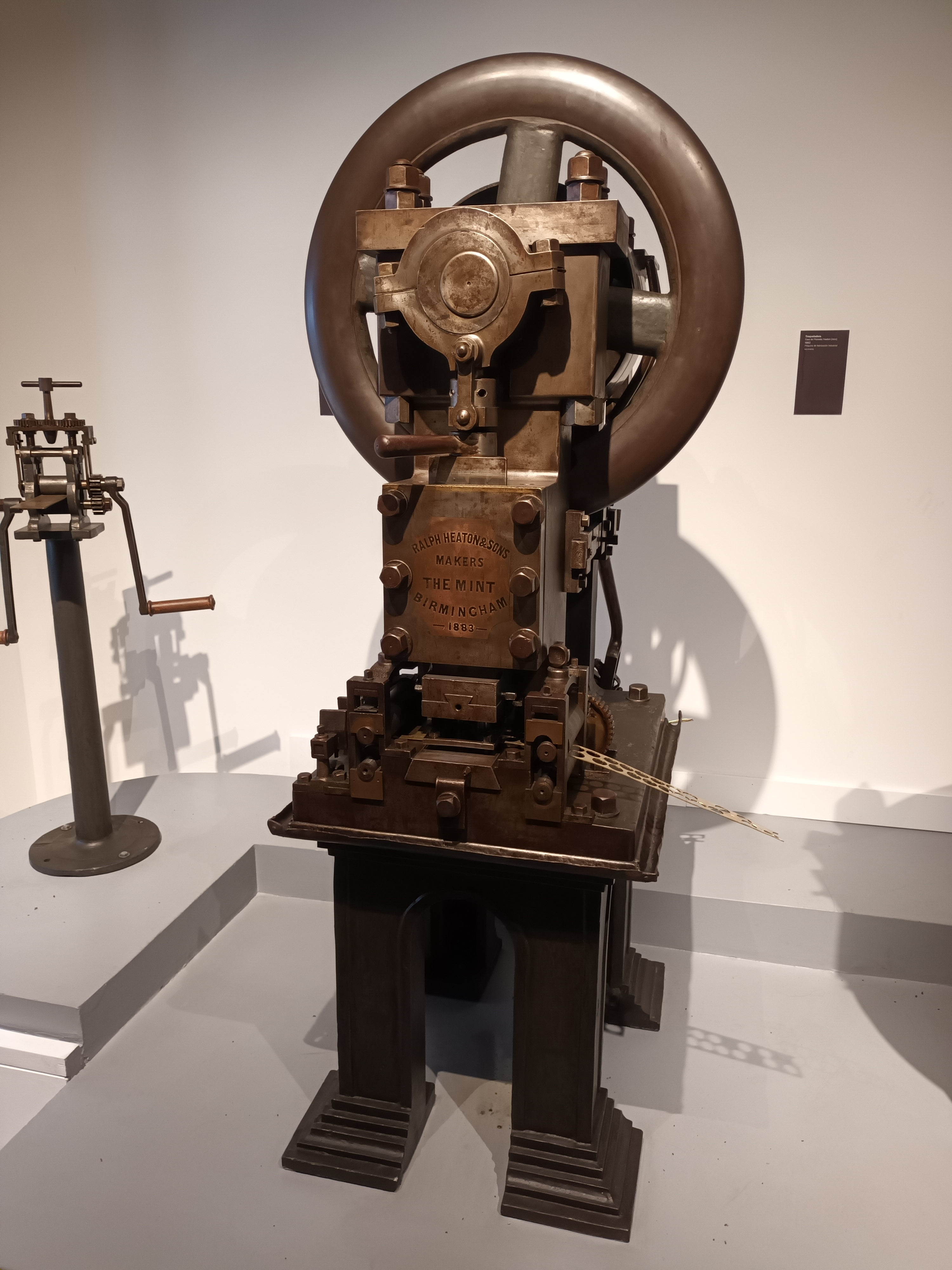
Станок для вырубания монетных заготовок, изготовлен в 1883 году фирмой "Ральф Хитон и сыновья".

Если в начале XIX века чеканка монет во многих странах сохраняла архаичные черты, вплоть до использования ручных винтовых прессов, то во второй его половине оно повсеместно приняло вполне индустриальный облик. Для производства монет стали использоваться все более эффективные винтовые и рычажные прессы, прокатные и гуртильные станки приводимые в действие паровыми машинами. В 80-е годы XIX века все станки монетных дворов обслуживали паровые машины мощностью от 10 до 100 лошадиных сил. На некоторых стаяло по две или три паровых машины, например в Берлине одна в 16 л. с. обслуживала цех чеканки с 16 прессами, а вторая в 40 л. с. — все остальное оборудование. На монетном дворе Санкт-Петербурга работали две паровых машины, мощностью 80 и 100 л.с.
Ведущие монетные дворы того времени — Лондонский, Парижский, Венский, Санкт-Петербургский, Берлинский, Филадельфийский, Мюнхенский, Римский, Миланский и др. были государственными, но сохранялись и крупные частные, например Бирмингемский монетный двор в Великобритании. Практически все крупнейшие монетные дворы Европы чеканили монеты не только для своей страны, но и для колоний и иностранных государств, не имевших своих монетных дворов.
На каждом монетном дворе работали резчики монетных штемпелей, которые по эскизам, созданным художниками или скульпторами, вырезали маточники и монетные штемпеля, но уже активно внедрялись штемпелерезные машины, которые заменяли ручной труд резчиков.

### Подготовка сырья и изготовление монетных заготовок
Поступающие на монетные дворы золото, серебро и медь проверялись на чистоту и пробу, далее при необходимости, металлы очищались от нежелательных примесей. Золото и серебро легировалось до нужной пробы, то есть в расплавленный металл добавлялось некоторое количество меди. Легирование благородных металлов ставит две цели: экономию дорогостоящего сырья и увеличение срока обращения монет, так как золото и серебро достаточно мягкие, и быстро стираются, но их сплав с небольшим количества меди (обычно не более 5-10 процентов), обладает гораздо большей износостойкостью. В печах, работающих на газе или коксе, расплавленный металл тщательно перемешивали и отливали из него заготовки в виде полос длиной 40-60 см.
Далее, полученные заготовки плющились до нужной толщины при помощи прокатных станков. Заготовку несколько раз протягивали между парами прокатных валков вращаемых паровой машиной. Так как при прокатке металл уплотняется, часто приходилось дополнительно несколько раз отжигать заготовку. На монетных дворах Лондона, Санкт-Петрбурга, Мюнхена и Штутгарта заготовку протягивали еще и через юстирную машину (англ. draw benches), неподвижные валки которой окончательно ее выравнивали. После этого из полученной полосы вырубали монетные заготовки (кружки) при помощи винтовых или эксцентриковых прорезных станков. Последние могли работать со скоростью до 8 ударов в секунду, как например установленные на Римском монетном дворе.

### Процесс чеканки монет

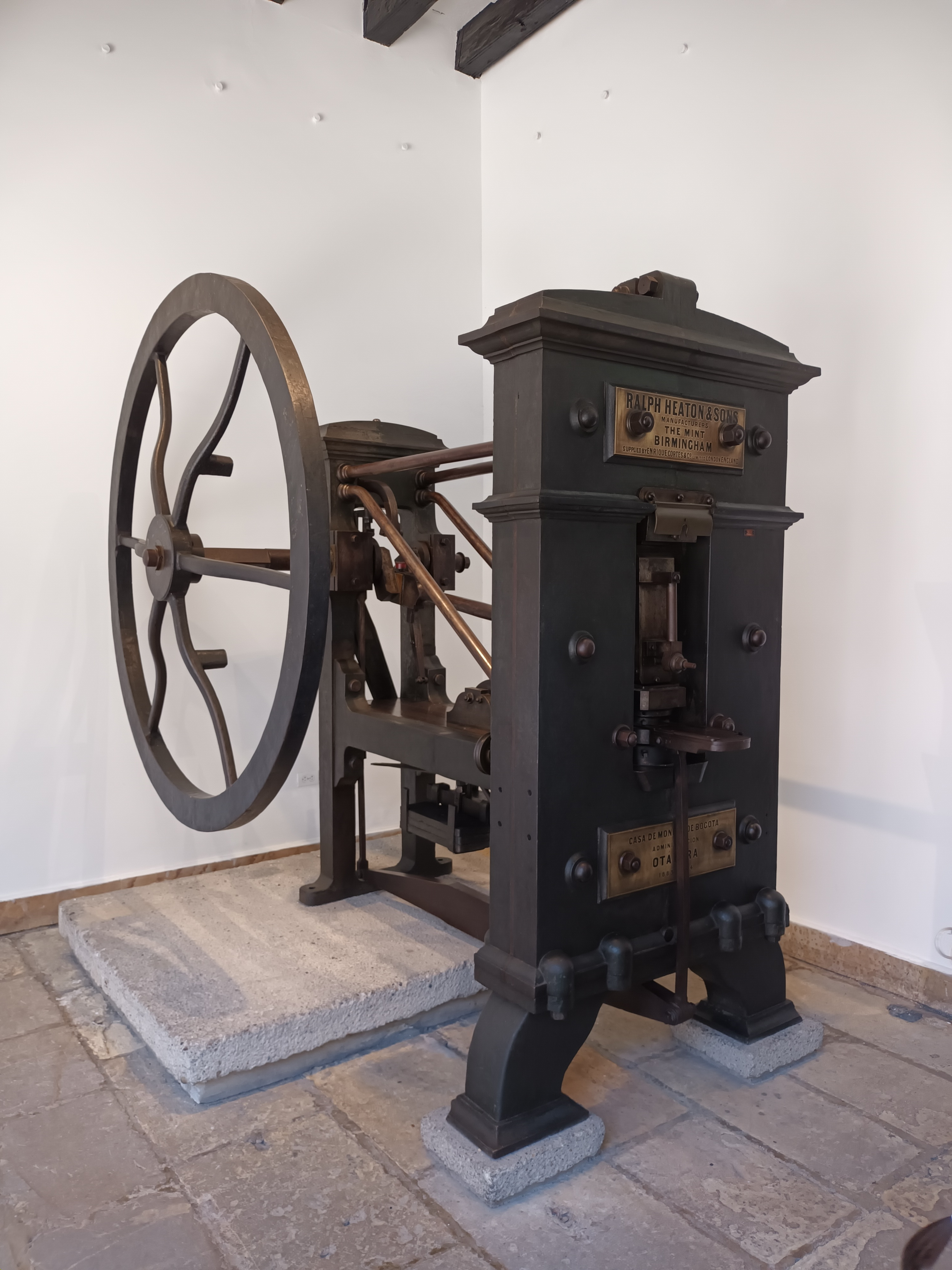
Рычажный чеканочный пресс, изготовленный в Великобритании в 1883 году.

Перед чеканкой, монетные заготовки тщательно проверялись на отсутствие трещин, каверн, неоднородностей металла, взвешивались на автоматических весах и сортировались по группам. Те, чей вес был ниже допустимой нормы, вместе с обрезками и браком шли на повторную переплавку. Заготовки, вес которых превышал допустимый диапазон, доводились до нормы вручную или на специальных станках.
Далее монетные заготовки проходили процесс гурчения, то есть нанесения на ребро монеты надписи, рисунка или просто его выравнивания (для гладких гуртов). Цели гурчения - предотвратить обрезку монет по краю и затруднить изготовление подделок. Во второй половине XIX века использовались две основные технологии гурчения. Первая, это нарезание надписи или рисунка на заготовку до ее чеканки при помощи гуртильного станка. Такая технология использовалась на монетных дворах Санкт-Петербурга, Лондона, Рима, Брюсселя и др., для гурчения разменных монет с рубчатым или узорным гуртом. Гуртильный станок, приводимый в движение паровым двигателем мог нарезать гурт у 300—500 заготовок в минуту. Другой тип нанесения гурта заключался в использовании гуртильной машины со сплошным или разъемным кольцом, при котором монетная заготовка чеканилась в сплошном кольце (для гладких или рубчатых гуртов) или в разъемном кольце, состоящем из трех секторов (для надписей выпуклыми буквами).
После этого серебряные монетные заготовки (часто и золотые) отбеливали. При проведении предыдущих операций, особенно при отжигах, серебро из поверхностного слоя заготовок выжигалось и выступала входящая в состав сплава медь, монета становилась чуть красноватой, а монеты изготовленные из низкопробного серебра (биллона) совсем краснели. Для придания сплаву первоначального внешнего вида, заготовки прожигали с угольной пылью без доступа кислорода или обрабатывали кислотами.
После отбелки и отбраковки, монетные заготовки поступали на чеканку. Чеканка на всех основных монетных дворах Европы проводилась на рычажных прессах, кроме Лондонского монетного двора где в 80-е годы XIX века все еще использовались винтовые прессы системы Болтона и Уайта. Эти устаревшие прессы были громоздкими и очень шумными, но имели ряд преимуществ перед рычажными: бо́льшую производительность (до 70 монет в минуту) и «эластичность» удара, которая при возникновении нештатной ситуации, например попадании на нижний штемпель сразу двух заготовок, не позволяла верхнему штемпелю двигаться до предела и возвращала его в исходное положение. Это увеличивало срок службы монетных штемпелей по сравнению с рычажными прессами, доводя его до 50-60 тысяч и более ударов.. На монетном дворе Санкт-Петербурга, где работали рычажные прессы, монетные штемпеля выдерживали 20-25 тысяч ударов, но временами, при использовании при производстве штемпелей некачественного металла, они ломались в среднем уже после 3 тысяч ударов.

### Контроль продукции
В заключение, визуально проверялось качество каждой отчеканенной монеты, а на монетных дворах Санкт-Петербурга и Берлина еще и проверялся вес каждой монеты. Бракованные и «легкие» экземпляры снова отправлялись в переплавку. Всего обрезков от вырубания заготовок и бракованных монет на монетном дворе Санкт-Петербурга набиралось до 73 процентов от веса первоначальных заготовок, на Берлинском до 61 %.
Перед сдачей монет в казначейство, из каждой партии монет бралось несколько штук и определялась их проба и вес. Если характеристики случайно выбранных монет не соответствовали нормативным документам, вся партия браковалась.
За прошедшие полтора века технология чеканки монет шагнула далеко вперед, но основные приемы и правила чеканки остались неизменными.

## Устройства для изготовления монет
- Гуртильный станок
- Гуртильная машина с кольцом
- Машина для чеканки с коленчатым рычагом